# Nery Brenes
Nery Antonio Brenes Cárdenas (Limón, 25 september 1985) is een Costa Ricaans atleet, die zich heeft gespecialiseerd in de sprint en dan met name de 200 en 400 m. Hij behoort tot de meest succesvolle atleten die afkomstig zijn van Costa Rica. Hij nam driemaal deel aan de Olympische Spelen, maar veroverde geen medailles.

## Biografie
In 2007 kwam Brenes op de 400 m bij de wereldkampioenschappen in Osaka tot een vierde plaats in de halve finale met een tijd van 45,01 s. Een jaar later eindigde hij tijdens de Olympische Spelen in Peking op precies dezelfde plek, zij het dat hij ditmaal in zijn halve finale vierde werd in 44,94, een nationaal record voor Costa Rica.  
Zijn beste prestaties leverde Nery Brenes tot nu toe op de wereldindoorkampioenschappen. In 2008 en 2010 werd hij op de 400 m tweemaal vierde, de eerste keer in 46,65, twee jaar later in 46,55. Op de WK indoor van 2012 leverde hij zijn beste prestatie door in 45,11, zijn beste indoorprestatie ooit, goud te winnen.
Bij de IAAF Golden League-wedstrijd in Oslo in 2008 eindigde Brenes op de 400 m als derde in 45,21. Op de Olympische Zomerspelen 2012 in Londen sneuvelde hij met een tijd van 45,65 in de series.
In 2013 eindigde Brenes als laatste in de halve finales op de 400 m tijdens de wereldkampioenschappen van Moskou. Hij liep 46,34 s.
Op de Olympische Spelen van 2016 in Rio de Janeiro kwam hij uit op de 200 m en de 400 m. Op beide onderdelen sneuvelde hij in de halve finales. Hij was bij deze Spelen de vlaggendrager van zijn vaderland bij de openingsceremonie.

## Titels
- Wereldindoorkampioen 400 m - 2012
- Centraal-Amerikaanse en Caribische Spelen kampioen 400 m - 2010
- Pan-Amerikaanse Spelen kampioen 400 m - 2011
- Ibero-Amerikaans kampioen 400 m - 2010

## Persoonlijke records
Outdoor
| Onderdeel | Prestatie    | Datum            | Plaats         |
| --------- | ------------ | ---------------- | -------------- |
| 200 m     | 20,20 s (NR) | 16 augustus 2016 | Rio de Janeiro |
| 400 m     | 44,60 s (NR) | 23 juni 2016     | Madrid         |

Indoor
| Onderdeel | Prestatie    | Datum         | Plaats    |
| --------- | ------------ | ------------- | --------- |
| 400 m     | 45,11 s (NR) | 10 maart 2012 | Istanboel |

## Palmares

### 200 m
- 2016: 6e in ½ fin. OS - 20,33 s

### 400 m
Kampioenschappen
- 2005: 6e in serie WK - 47,11 s
- 2007: 4e in ½ fin. WK - 45,14 s
- 2008: 4e WK indoor - 46,65 s
- 2008: 4e in ½ fin. OS - 44,94 s
- 2010: 4e WK indoor  - 46,55 s
- 2010:  Ibero-Amerikaanse kamp. te San Fernando - 45,19 s
- 2010:  Centraal-Amerikaanse en Caribische Spelen te Mayagüez - 44,84 s
- 2011: 5e in ½ fin. WK - 45,93 s (in serie 45,47 s)
- 2011:  Pan-Amerikaanse Spelen - 44,65 s
- 2012:  WK indoor  - 45,11 s
- 2012: 4e in serie OS - 45,65 s
- 2013: 4e Centraal-Amerikaanse en Caribische kamp te Moreira - 46,22 s
- 2013: 8e in ½ fin. WK - 46,34 s
- 2014: 6e WK indoor - 47,32 s
- 2015: 8e in ½ fin. WK - 45,41 s
- 2016: 4e in ½ fin. WK indoor  - 46,49 s
- 2016: 6e in ½ fin. OS - 45,02 s

Golden League-podiumplek
- 2008:  Bislett Games – 45,21 s

Diamond League-podiumplek
- 2010:  Memorial Van Damme – 44,92 s

### 4 x 400 m
- 2013: 6e Centraal-Amerikaanse en Caribische kamp. - 3.08,77 (NR)